# Антим Върбанов (архимандрит)
Вижте пояснителната страница за други личности с името Антим Върбанов.
Антим Върбанов е български православен духовник, архимандрит, протосингел на Видинската митрополия от 2008 година.

## Биография
Роден на 12 януари 1983 година в Благоевград, България. Завършва стопанско управление и публична администрация в Югозападния университет „Свети Неофит Рилски“. След това завършва магистратура по религия и образование в Богословския факултет на Софийския университет. Постъпва на служба във Видинската епархия. Става монах през 1999 година. На 27 юли 2000 година е ръкоположен за йеродякон и за йеромонах – на 27 юли 2001 г.
През 2002 година става игумен на Клисурския манастир. Развива мащабна строителна дейност и обновява обителта. След превръщането на манастира в женски продължава да е духовен наставник на сестринството.
Възведен е в архимандритско достойнство на 29 април 2007 г. От 1 март 2008 г. е протосингел на Видинската митрополия. От 2010 година е игумен на Боровишкия манастир „Света Троица“.
На 8 септември 2017 година фондация „Младен Младенов за развитие на Северозападна България 2015“ в църквата „Рождество Богородично“ в Берковица му връчва наградата „Народен духовен крепител на Северозападна България“.